# Albumy numer jeden w roku 1984 (USA)

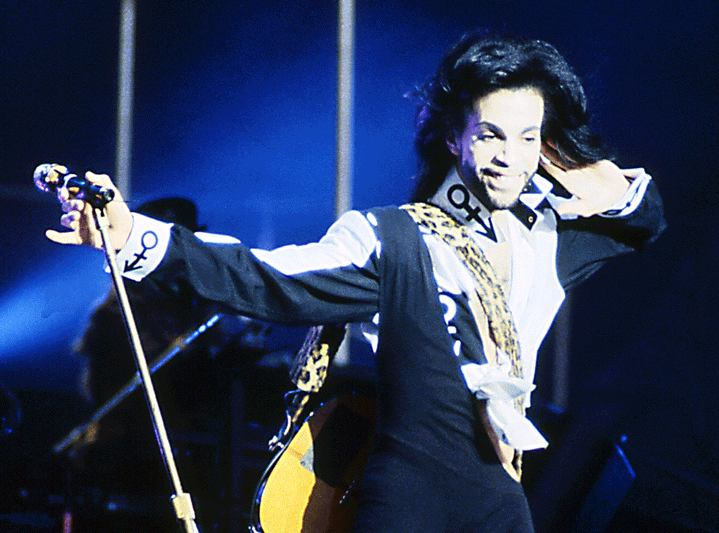
Purple Rain Prince'a z The Revolution pozostawał na miejscu pierwszym dwadzieścia dwa tygodnie i sprzedał się w ponad dziewięciu milionach kopii.

Billboard 200, publikowany w magazynie Billboard, jest cotygodniowym notowaniem prezentującym ranking 200 najwyżej sprzedających się albumów i EP w Stanach Zjednoczonych. Zanim Nielsen SoundScan rozpoczął śledzenie sprzedaży w 1991 roku, Billboard szacował sprzedaż na listach przebojów z reprezentatywnych sklepów muzycznych na terenie całego kraju, które były zbierane przez telefon, faks lub kuriera. Dane opierały się na ekspertyzach ze sklepów muzycznych, które prezentowały rankingi najlepiej sprzedających się nagrań, ale tak naprawdę nie przedstawiały rzeczywistej sprzedaży.
Pięć albumów zajęło pierwsze miejsce w tym notowaniu w 1984 roku. Thriller Michaela Jacksona, który spędził dwadzieścia dwa tygodnie na miejscu pierwszym w 1983 roku, pozostał na szczycie dodatkowo przez piętnaście tygodni w 1984 roku i został najlepiej sprzedającym się albumem roku. Thriller jest także jedynym najlepiej sprzedającym się albumem dwóch lat (1983-1984) w Stanach Zjednoczonych. Footloose, ścieżka dźwiękowa filmu o tej samej nazwie, zawierająca dwa numery jeden: Footloose Kenny'ego Logginsa oraz Let's Hear It for the Boy Deniece Williamsa, spędziła dziesięć tygodni na pierwszym miejscu, sprzedając się w siedmiu milionach kopii. Poza tym wydawnictwo zostało nominowane do nagrody Grammy. Rockowa grupa muzyczna Huey Lewis and the News wydała swój trzeci album Sports i pomimo ograniczonych oczekiwań wytwórni płytowej i konkurencji hitów z innych albumów jak Thriller czy Born in the U.S.A., Sports osiągnął szczytową pozycję na jeden tydzień i został sprzedany w aż sześciu milionach kopii, osiągając tym samym drugie miejsce w zestawieniu za rok 1984.
Bruce Springsteen wydał swoją siódmą płytę Born in the U.S.A., która pozostała cztery tygodnie na pierwszym miejscu, przyniosła siedem singli i sprzedała się w siedmiu i pół milionach kopii. Purple Rain, ścieżka dźwiękowa do filmu o tym samym tytule, był pierwszym albumem Prince'a nagranym ze swoim zespołem The Revolution. Wydawnictwo pozostawało na pierwszym miejscu przez ostatnie dwadzieścia dwa tygodnie i sprzedało się w aż dziewięciu milionach kopii. Album wygrał także nagrodę Grammy dla najlepszej ścieżki dźwiękowej; oprócz tego był również nominowany w kategorii Album Roku.

## Historia notowania
| Data publikacji | Album              | Artysta                                           |
| --------------- | ------------------ | ------------------------------------------------- |
| 7 stycznia      | Thriller           | Michael Jackson                                   |
| 14 stycznia     | Thriller           | Michael Jackson                                   |
| 21 stycznia     | Thriller           | Michael Jackson                                   |
| 28 stycznia     | Thriller           | Michael Jackson                                   |
| 4 lutego        | Thriller           | Michael Jackson                                   |
| 11 lutego       | Thriller           | Michael Jackson                                   |
| 18 lutego       | Thriller           | Michael Jackson                                   |
| 25 lutego       | Thriller           | Michael Jackson                                   |
| 3 marca         | Thriller           | Michael Jackson                                   |
| 10 marca        | Thriller           | Michael Jackson                                   |
| 17 marca        | Thriller           | Michael Jackson                                   |
| 24 marca        | Thriller           | Michael Jackson                                   |
| 31 marca        | Thriller           | Michael Jackson                                   |
| 7 kwietnia      | Thriller           | Michael Jackson                                   |
| 14 kwietnia     | Thriller           | Michael Jackson                                   |
| 21 kwietnia     | Footloose          | Ścieżka dźwiękowa                                 |
| 28 kwietnia     | Footloose          | Ścieżka dźwiękowa                                 |
| 5 maja          | Footloose          | Ścieżka dźwiękowa                                 |
| 12 maja         | Footloose          | Ścieżka dźwiękowa                                 |
| 19 maja         | Footloose          | Ścieżka dźwiękowa                                 |
| 19 maja         | Footloose          | Ścieżka dźwiękowa                                 |
| 26 maja         | Footloose          | Ścieżka dźwiękowa                                 |
| 2 czerwca       | Footloose          | Ścieżka dźwiękowa                                 |
| 9 czerwca       | Footloose          | Ścieżka dźwiękowa                                 |
| 16 czerwca      | Footloose          | Ścieżka dźwiękowa                                 |
| 23 czerwca      | Footloose          | Ścieżka dźwiękowa                                 |
| 30 czerwca      | Sports             | Huey Lewis and the News                           |
| 7 lipca         | Born in the U.S.A. | Bruce Springsteen                                 |
| 14 lipca        | Born in the U.S.A. | Bruce Springsteen                                 |
| 21 lipca        | Born in the U.S.A. | Bruce Springsteen                                 |
| 28 lipca        | Born in the U.S.A. | Bruce Springsteen                                 |
| 4 sierpnia      | Purple Rain        | Prince featuring The Revolution/Ścieżka dźwiękowa |
| 11 sierpnia     | Purple Rain        | Prince featuring The Revolution/Ścieżka dźwiękowa |
| 11 sierpnia     | Purple Rain        | Prince featuring The Revolution/Ścieżka dźwiękowa |
| 18 sierpnia     | Purple Rain        | Prince featuring The Revolution/Ścieżka dźwiękowa |
| 25 sierpnia     | Purple Rain        | Prince featuring The Revolution/Ścieżka dźwiękowa |
| 1 września      | Purple Rain        | Prince featuring The Revolution/Ścieżka dźwiękowa |
| 8 września      | Purple Rain        | Prince featuring The Revolution/Ścieżka dźwiękowa |
| 15 września     | Purple Rain        | Prince featuring The Revolution/Ścieżka dźwiękowa |
| 22 września     | Purple Rain        | Prince featuring The Revolution/Ścieżka dźwiękowa |
| 29 września     | Purple Rain        | Prince featuring The Revolution/Ścieżka dźwiękowa |
| 6 października  | Purple Rain        | Prince featuring The Revolution/Ścieżka dźwiękowa |
| 13 października | Purple Rain        | Prince featuring The Revolution/Ścieżka dźwiękowa |
| 20 października | Purple Rain        | Prince featuring The Revolution/Ścieżka dźwiękowa |
| 27 października | Purple Rain        | Prince featuring The Revolution/Ścieżka dźwiękowa |
| 3 listopada     | Purple Rain        | Prince featuring The Revolution/Ścieżka dźwiękowa |
| 10 listopada    | Purple Rain        | Prince featuring The Revolution/Ścieżka dźwiękowa |
| 17 listopada    | Purple Rain        | Prince featuring The Revolution/Ścieżka dźwiękowa |
| 24 listopada    | Purple Rain        | Prince featuring The Revolution/Ścieżka dźwiękowa |
| 1 grudnia       | Purple Rain        | Prince featuring The Revolution/Ścieżka dźwiękowa |
| 8 grudnia       | Purple Rain        | Prince featuring The Revolution/Ścieżka dźwiękowa |
| 15 grudnia      | Purple Rain        | Prince featuring The Revolution/Ścieżka dźwiękowa |
| 22 grudnia      | Purple Rain        | Prince featuring The Revolution/Ścieżka dźwiękowa |
| 29 grudnia      | Purple Rain        | Prince featuring The Revolution/Ścieżka dźwiękowa |